# Vladimír Mečiar
Vladimír Mečiar (* 26. července 1942 Zvolen) je slovenský politik a bývalý premiér, oponenty často označovaný za autoritářského politika. Více než dvě desetiletí vedl Hnutí za demokratické Slovensko.

## Politická kariéra

### 60.–80. léta
Vladimír Mečiar vstoupil do politiky v 60. letech. Mezi roky 1962 až 1970 byl členem KSČ, z níž byl vyloučen pro nesouhlas s invazí vojsk Varšavské smlouvy do Československa v roce 1968. Později vystudoval práva na Komenského univerzitě v Bratislavě. Je veden v Cibulkových seznamech jako důvěrník StB ve svazku číslo 31048, pod krycím jménem Doktor.

### 90. léta
V roce 1990 zastával funkci ministra vnitra a životního prostředí Slovenska, do které ho, jako nestraníka a neznámého právníka, nominovalo hnutí Verejnosť proti násiliu (VPN), slovenská obdoba Občanského fóra. Po volbách v roce 1990 vytvořila na Slovensku koalici VPN s KDH a Demokratickou stranou. Vladimír Mečiar se stal předsedou vlády Slovenska v rámci ČSFR. V této funkci působil od 27. června 1990 až do 23. dubna 1991. Začátkem roku 1991 se ale dostal do sporu s vedením VPN a parlament ho z funkce předsedy odvolal. Mečiar následovně vytvořil ve VPN se svými sympatizanty křídlo VPN-Za demokratické Slovensko, to bylo předchůkyní jeho strany Hnutie za demokratické Slovensko (HZDS). 22. června 1991 byl zvolen předsedou této strany.
Zastával i post člena zákonodárného sboru. Ve volbách roku 1990 byl zvolen za VPN do slovenské části Sněmovny národů (volební obvod Středoslovenský kraj). Po rozkladu VPN přestoupil v roce 1991 do poslanecké frakce HZDS. Ve Federálním shromáždění setrval do voleb roku 1992.
Po volbách v roce 1992, ve kterých na Slovensku HZDS zvítězilo, se 24. června 1992 stal znovu premiérem, nejdříve Slovenska v rámci federace. 31. prosince 1992 došlo k rozdělení federace. Poté se stal premiérem samostatné Slovenské republiky. Tento úřad zastával až do 14. března 1994, kdy byla jeho vláda odvolána a nastoupil kabinet Jozefa Moravčíka. Po volbách koncem roku 1994, ve kterých Mečiar zvítězil, byl opět až do roku 1998 předsedou vlády. Za jeho vlády byl 31. srpna 1995 unesen syn slovenského prezidenta Michal Kováč ml. do rakouského Hainburgu a mezi hlavní podezřelé se dostala slovenská tajná služba SIS. Spojka korunního svědka únosu Róbert Remiáš následně v dubnu 1996 uhořel při výbuchu auta v Karlovej Vsi. Pachatele Mečiar v roce 1998 amnestoval. Také došlo k protiústavnímu odvolání poslance Františka Gauliedera. Slovensko se začalo pomalu dostávat do mezinárodní izolace a nepočítalo se s přijetím SR do Evropské unie ani do NATO. Sám Mečiar byl západními médii označovan jako "Lukašenko na Dunaji". Přestože HZDS uspělo i ve volbách z roku 1998, nebylo schopné sestavit koalici, tu naopak sestavil Mikuláš Dzurinda z opoziční strany Slovenská demokratická a kresťanská únia (SDKÚ). Vladimír Mečiar se poté vzdal i funkce poslance, nahradil ho Ivan Lexa.

### Začátek 21. století
Vladimír Mečiar neúspěšně kandidoval v prezidentských volbách v letech 1999 a 2004. HZDS pod jeho vedením uspěla i ve volbách v roce 2002, ale opakovala se předešlá situace; SDKÚ opět sestavila vládu a Mečiar zůstal v opozici. Roku 2003 bylo HZDS přejmenováno na ĽS-HZDS. V roce 2005 byl poslancem Národní rady Slovenska, členem Výboru NR SR pro lidská práva, národnosti a postavení žen. V roce 2005 byl opět zvolen za předsedu strany. V letech 2006–2010 byla ĽS-HZDS součástí vládní koalice vedené premiérem Robertem Ficem.
Ve volbách v roce 2010 ĽS-HZDS nezískala 5 % hlasů a žádní její kandidáti se nedostali do parlamentu. Ve volbách v roce 2012 strana spadla o více než tři procenta a nezískala ani jedno procento platných hlasů. Na základě tohoto výsledku oznámil Vladimír Mečiar svůj konec ve funkci předsedy. Jak jemu, tak celému vedení HZDS podle stanov zanikly funkce na sněmu konaném 7. září 2013. Jiný politik na nejvyšší funkci ve straně nekandidoval, po Mečiarovi tak její řízení převzalo grémium. V lednu 2014 strana zanikla.

### Pokus o návrat do politiky v roce 2019
V srpnu 2019 Mečiar v rozhovoru pro deník Plus jeden deň prohlásil, že připravuje založení nové politické strany. Mečiar řekl, že na Slovensku „chybí strana, která by uměla říci, že Slovensko je pro ni na prvním místě“. V říjnu 2019 se Mečiar začal představovat jako jeden z lídrů strany Slovenská liga, která vznikla přejmenováním strany NOVÝ PARLAMENT. 9. listopadu 2019 byl na republikovém sněmu zvolen předsedou a lídrem kandidátní listiny do parlamentních voleb v roce 2020.
V průběhu listopadu 2019 však oznámil, že nebude kandidovat. Důvodem měly být neshody ve straně.

## V populární kultuře
V roce 2017 o Mečiarovi dokončila stejnojmenný 90minutový dokument režisérka Tereza Nvotová.